# Repubblica Ceca ai XX Giochi olimpici invernali
La Repubblica Ceca partecipò ai XX Giochi olimpici invernali, svoltisi a Torino, Italia, dall'11 al 19 febbraio 2006, con una delegazione di 83 atleti impegnati in tredici discipline.